# Utterklobben, Ingå
Utterklobben är en ö i Finland. Den ligger i Finska viken och i kommunen Ingå i den ekonomiska regionen  Raseborg i landskapet Nyland, i den södra delen av landet. Ön ligger omkring 46 kilometer väster om Helsingfors.
Öns area är 1,5 hektar och dess största längd är 180 meter i nord-sydlig riktning.